# Lysiphlebia japonica
Lysiphlebia japonica är en stekelart som först beskrevs av William Harris Ashmead 1906.  Lysiphlebia japonica ingår i släktet Lysiphlebia och familjen bracksteklar. Inga underarter finns listade i Catalogue of Life.